# Oebalia unistriata
Oebalia unistriata is een vliegensoort uit de familie van de dambordvliegen (Sarcophagidae). De wetenschappelijke naam van de soort is voor het eerst geldig gepubliceerd in 1963 door Boris Rohdendorf.